# Хоакін Родріго
Хоакін Відре Родріго (ісп. Joaquín Rodrigo Vidre; 22 листопада 1901 — 6 липня 1999) — іспанський композитор.

## Творчий шлях
В ранньому дитинстві через дифтерію втратив зір. Отримав освіту в «Нормальній школі музики» у Поля Дюка, в Паризькій консерваторії та Сорбонні. Світове визнання Родріго приніс «Аранхуеський концерт» для гітари з оркестром, прем'єра якого відбулася 1940 року. У наступні роки Родріго вів активну діяльність як композитор, виконавець, давав майстер-класи, влаштовував фестивалі.
Нагороджений хрестом Альфонса X (1953), Орденом Почесного легіона (1963), є почесним доктором ряду університетів і академій.

## Твори
- Опера (Сарсуела) «Незаконний син» (El hijo fingido, за Лопе де Вега, 1964)
- Балет «Королівська павана» (Pavana real, 1955)

Оркестрові твори
- П'ять дитячих п'єс (1924)

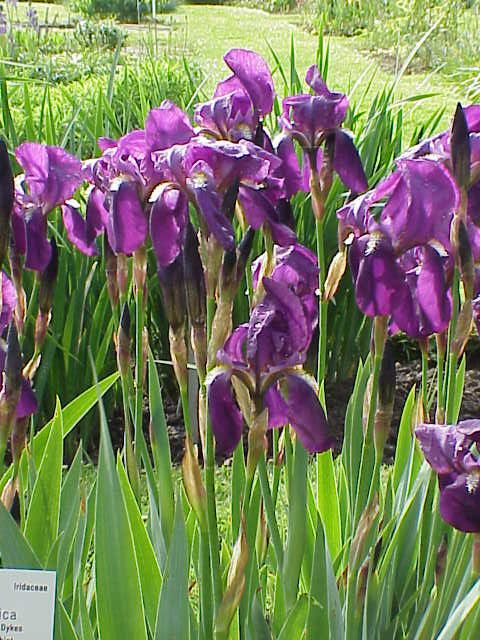
lliri blau

- «Далека сарабанда» і вільянсіко (Zarabanda lejana y villancico, 1930)
- «За квітку синього ірису» (Per la flor del lliri blau, 1934)
- «Солеріана» (Soleriana1953)
- «Садова музика» (Música para un jardín1957)
- Адажіо для духового оркестру (1966)
- «У пошуках далекого» (A la busca del más allá, 1976)

Концерти
- «Аранхуеський концерт» для гітари з оркестром (Concierto de Aranjuez, 1939)
- «Героїчний концерт» для фортепіано з оркестром (Concierto heroico, 1942)
- «Літній концерт» для скрипки з оркестром (Concierto de estío, 1943)
- «Концерт в галантному дусі» для віолончелі з оркестром (Concierto in modo galante, 1949)
- Концерт-серенада для арфи з оркестром (Concierto serenata, 1952)
- «Фантазія для джентльмена» для гітари з оркестром (Fantasía para un gentilhombre, 1954)
- «Відлуння Хіральда» для арфи з оркестром (Sones en la Giralda, 1963)
- Концерт-мадригал для двох гітар з оркестром (Concierto madrigal, 1966)
- Андалузький концерт для чотирьох гітар з оркестром (Concierto andaluz, 1967)
- Концерт-пастораль для флейти з оркестром (Concierto pastoral, 1977)
- Концерт у формі дивертисменту для віолончелі з оркестром (Concierto como un divertimento, 1981)
- «Концерт з нагоди фієсти» для гітари з оркестром (Concierto para una fiesta, 1982)

Твори для фортепіано
- Сюїта (1923)
- «Прелюдія для раннього півня» (Preludio al gallo mañanero, 1926)
- Чотири п'єси (4 piezas, 1938)
- Чотири Андалузії картини (4 estampas andaluzas, 1946–1954)
- П'ять кастильських сонат і токата (5 sonatas de Castilla con toccata a modo de pregón, 1950–1951)
- «Три заклинання» (1981)

Твори для гітари
- «Далека сарабанда» (Zarabanda lejana, 1926)
- «До полях Іспанії» (Por los campos de España, 1939–1942)
- Три іспанські п'єси (1954)
- Тонаділья для двох гітар (1960)
- «Запрошення і танець» (Invocación y danza, 1961)
- «Соната в іспанському дусі» (Sonata a la española, 1969)
- «Весела соната» (Sonata giocosa, 1970)
- Триптих (1978)

Твори для скрипки
- Два ескізи для скрипки і фортепіано (2 esbozos, 1923)
- Капричіо (1944)
- «Фатовата соната» для скрипки і фортепіано (Sonata pimpante,1966)
- Сім валенсійською пісень для скрипки і фортепіано (7 cançons valencianes, 1982)

Твори для віолончелі
- Сіціліана для віолончелі та фортепіано (1929)
- «Коротка соната» для віолончелі та фортепіано (Sonata a la breve, 1978)
- Como una fantasía для віолончелі та фортепіано (1979)

- Пісні, романси, твори для хору та інші